# Wangqing
Wangqing léase Uáng-Ching (en chino:汪清县, pinyin:Wāngqīng xiàn) es un condado bajo la administración directa de la Prefectura autónoma de Yanbian. Se ubica en la provincia de Jilin , noreste de la República Popular China . Su área es de 8376 km² y su población total para 2010 fue de +200 mil habitantes.

## Administración
El condado de Wangqing se divide en 9 pueblos que se administran en 4 subdistritos, 5 poblados y 11 villas.